# Валентинов, Андрей
Андрей Валентинов (настоящее имя — Андрей Валентинович Шмалько; род. 18 марта 1958, Харьков, Украинская ССР, СССР) — украинский русскоязычный писатель-фантаст, историк. Автор многих романов и повестей, написанных на русском языке. Андрею Валентинову принадлежит ряд произведений в жанрах криптоистории, мистико-исторического романа, городского фэнтези. Лауреат ряда премий в жанре фантастики. В 2013 году на конгрессе «Еврокон-2013» Андрей Валентинов был признан лучшим писателем-фантастом Европы.
Получил образование историка (Харьковский государственный университет, 1980), кандидат исторических наук, доцент Харьковского национального университета.

## Биография и творческий путь
Андрей Шмалько родился в 1958 году в семье Валентина Андреевича Шмалько:137—138 и Эммы Яковлевны:130. Среди предков отца — крестьяне и дворянин, служивший на железной дороге:131—132. Дед Андрей Никитич Шмалько — участник Гражданской войны, партийный работник, историк:132—136. Мать Андрея Валентиновича Шмалько — с Донбасса, из горняцкой семьи. Окончила Горный институт Днепропетровска, отец окончил Харьковский горный институт:138.
Учился Андрей Шмалько в обкомовской школе:138. В годы учёбы ходил в кружок ракетомоделирования во Дворце пионеров, увлекался лыжами, велосипедом, плаванием, интересовался химией и литературой:139. Первыми пробами пера были стихи и песни, написанные в четвёртом и пятом классах:148—149. В школьные годы Андрей также начал сочинять прозу. Примерно в восьмом классе создал повесть, близкую к фантастике: о приключениях современных школьников в Англии времён Робин Гуда. В дальнейшем сочинял и стихи, и прозу (иронический детектив, фантастика), первоначально воспринимая это лишь как хобби.
В 1975 году Андрей Шмалько окончил школу и поступил в Харьковский государственный университет на исторический факультет:143—144. На первом курсе выбрал кафедру древнего мира и археологии:144. В экспедицию в первый раз отправился в 1976 году — к городу Змиёву Харьковской области. Участвовал в археологических экспедициях больше двадцати лет:146—147, при этом каждый год ездил в экспедиции, прошёл путь от рядового участника до заместителя начальника экспедиции:178.
Окончил университет Андрей Шмалько в 1980 году со средним баллом 5,0, однако по политическим причинам его не взяли в аспирантуру (в выпускаемой им университетской стенгазете усмотрели антисоветчину):157—158. Шмалько направили работать в школу, где он преподавал полтора года, после чего в январе 1982 года всё же поступил в аспирантуру:159—161. В 1985 году защитил кандидатскую по теме «Римская политика в Южном Причерноморье в I веке до нашей эры»:165. Стал работать преподавателем на кафедре марксизма-ленинизма в Харьковском институте искусств:165.
В 1970—1980-е годы Шмалько написал юмористический цикл повестей и рассказов «Покойник низкого качества». Только в начале 1990-х произошёл перелом: возникло желание писать «большие тексты». Так, в 1991 году Андрей Шмалько пишет роман «Флегетон» о Гражданской войне, в 1992—1995 годах — девять книг цикла «Око силы»:169. В 1990-е годы в творчестве Валентинова начинает преобладать проза, а не стихи, однако некоторые свои старые стихи он включал в собственные романы:167.
В 1992 году Владимир Кравченко, друг и коллега Андрея Шмалько, создал в Харьковском государственном университете кафедру украиноведения, став заведующим кафедрой. Он пригласил Шмалько к сотрудничеству, и тот стал работать на этой кафедре:169—170.
В том же году Шмалько впервые использовал псевдоним «Андрей Валентинов»:170:

Писатель Андрей Валентинов имел честь появиться на свет весной 1992 года, когда я, нижеподписавшийся, недолго думая, поставил над романом «Преступившие» свой новый псевдоним.
Печатный дебют — роман «Преступившие», изданный в 1995 году в сборнике «Книга небытия» и положивший начало историко-фантастической эпопее «Око силы», состоящей из трёх трилогий. Другая ранняя публикация Валентинова — сборник стихов «Ловля ветра» (вышел в 1997 году).
В 1996 году Андрей Валентинов стал регулярно издаваться, и рукописи романов, долгие годы пробывшие в его письменном столе, были опубликованы практически все: на протяжении года (1996—1997) вышли четырнадцать книг. Тогда же Андрей начал регулярно посещать писательские конвенты («Интерпресскон», «Роскон», «Звёздный мост»), заводя знакомства, иногда читая доклады, участвуя в обсуждениях:173—174.
Первоначально Андрей Валентинов публиковался в издательстве «АСТ», затем в «Фолио», а в 1999 году, благодаря усилиям Г. Л. Олди (Дмитрия Громова и Олега Ладыженского), с которыми хорошо знаком, стал сотрудничать с издательством «Эксмо»:171—172,176.
За первую трилогию эпопеи «Око силы» («Волонтёры Челкеля», «Страж раны», «Несущий свет») Валентинов получил премии «Старт» (1997) и «Фанкон-97». Благодаря этой эпопее писатель стал лидером отечественной исторической НФ.
В 1999 году в Харьковской центральной библиотеке имени Короленко при отделе редких изданий был создан персональный архивный фонд Андрея Валентинова, предназначенный для филологов. При фонде стали периодически проводить экспозиции:176.
В 2009 году Валентинов и Олди начали проводить в Партените так называемый «романный» семинар. Ведущие семинара — Олди и Валентинов — заранее получали, читали и рецензировали присланные и отобранные для семинара фантастические романы; своё мнение об анализируемых текстах, кроме ведущих, на семинарах высказывали также участники и вольнослушатели. По статистике, 40 процентов анализировавшихся на семинаре романов издавались впоследствии, то есть авторы приобретали реальный шанс опубликовать в дальнейшем свои произведения:176—177. Роман «Сад Иеронима Босха» Тима Скоренко, разбиравшийся на «романном» семинаре группой Валентинова, собрал ряд жанровых премий, включая «Бронзовую улитку», «Еврокон-2011» и др.:183
Андрей Валентинов известен не только своими художественными произведениями, но и критическими публикациями. Некоторые из них (к ним относятся «Кто в гетто живет», «Фэндом, фэны, фэнье») получили премии и стали культовыми в среде любителей фантастики. Лучшие из статей Валентинова выходили в авторских сборниках.

## Особенности творчества

### Жанровые особенности
Вопрос о жанровой природе прозы Валентинова сложен. Она сочетает в себе признаки как исторических романов с элементами детектива и фантастики, так и романов тайн и ужасов, мистических произведений и др. По словам самого Валентинова, он, «уважая жанр фантастики», тем не менее относит себя «больше к историческим беллетристам, иногда работающим в жанре Уэллса и Хайнлайна». Как утверждают Д. Громов и О. Ладыженский, Валентинов работает в жанре «криптоистории», то есть тайной (скрытой) истории. Сам же писатель в большей мере считает себя историческим беллетристом, «иногда работающим в жанре Уэллса и Хайнлайна»). В предисловии к роману Олди и Валентинова «Нам здесь жить» проза Валентинова характеризуется как «…этакий странный сплав „Fantasy“, НФ, „альтернативной истории“, мистики, истории реальной, детектива и еще много чего…»:167. 
Суть жанра криптоистории в том, что отправной точкой является какое-то реально произошедшее историческое событие, однако писатель истолковывает его отнюдь не в традиционном ключе, не так, как трактуют это событие учебники и научные труды по истории. Автор осуществляет фантастическую реконструкцию ключевых исторических событий. Например, в эпопее «Око силы» Валентинова Октябрьская революция, гражданская война, репрессии 1930-х годов, развал СССР явились результатом деятельности существ нечеловеческого происхождения.
Иногда критики упрекают Валентинова в исторических неточностях и погрешностях. Однако касается это малозначительных подробностей, в целом же Валентинов, как правило, верен духу воссоздаваемой эпохи и внимателен к деталям.
Признаком кризиса криптоисторического направления в творчестве Валентинова стал роман «Ола», в котором автор отдал дань литературной игре, постмодернизму. В дальнейшем писатель частично отходит от жанра криптоистории: некоторые его последующие произведения не относятся к криптоисторическим, как, например, «Флегетон», содержащий в себе мало фантастики, «Созвездье Пса» (почти классическая научная фантастика), публицистическая книга «Спартак», роман «Сфера» (произведение твёрдой НФ), «Пентакль» (написанный в соавторстве с Г. Л. Олди и Мариной и Сергеем Дяченко роман в новеллах, продолжающий традиции «Вечеров на хуторе близ Диканьки» и «Миргорода» Н. В. Гоголя), «Ангел Спартака» (произведение, очень напоминающее классический женский роман).

### Сквозные образы и мотивы
Для творчества А. Валентинова характерно использование сквозных тем, образов и мотивов, переходящих из произведения в произведение. Этот приём используется Валентиновым для построения собственного «мира», «вторичной реальности». Персонаж или город, лишь бегло упоминаемый в том или ином романе, в одном из последующих романов может оказаться главным героем или основным местом действия. Сквозной мотив, встречающийся в нескольких произведениях, порой превращается в значимую сюжетную линию. Благодаря таким сквозным темам, образам и мотивам произведения Валентинова можно воспринимать как единый огромный цикл, включающий даже стихотворения. Уже в них можно обнаружить подступы к развитию археологической линии, проходящей сквозной нитью через эпопею «Ока силы», к теме жизнеописания братьев ди Гуаско.
- Дхары[источник не указан 724 дня]
- Кеваль[источник не указан 724 дня]
- Живой мертвец[источник не указан 724 дня]

### Микенский цикл
- «Серый коршун»
- «Диомед, сын Тидея»

### Цикл «Око силы»
Первая трилогия (1920—1921 годы):
1. «Волонтёры Челкеля»
2. «Страж Раны»
3. «Несущий Свет»

Вторая трилогия (1937—1938 годы):
1. «Ты, уставший ненавидеть»
2. «Мне не больно»
3. «Орфей и Ника»

Третья трилогия (1991—1992 годы):
1. «Преступившие»
2. «Вызов»
3. «Когорта»

Четвёртая трилогия (альтернативный 1924 год):
1. «Царь-Космос»
2. «Генерал-Марш»
3. «Век-волкодав»[7]

### Логры
- «Дезертир»
- «Небеса ликуют»
- «Овернский клирик»
- «Ола»

### Спартаковский цикл
- «Спартак»
- «Ангел Спартака»

### Нефантастическая литература
- «Флегетон»

### Фэнтези
Дилогия «Нам здесь жить» (в соавторстве с Г. Л. Олди):
- «Армагеддон был вчера»
- «Кровь пьют руками»

### Цикл «Ория»
- «Нарушители равновесия»
- «Если смерть проснётся»
- «Печать на сердце твоём»
- «…выше тележной чеки»

### Ужасы и мистика
- «Пентакль» (в соавторстве с М. и С. Дяченко и Г. Л. Олди) — I место в номинации «Крупная форма» на фестивале «Звёздный мост» (2005).

### Социально-философская фантастика
- «Флегетон»
- «Созвездье Пса»
- «Сфера»
- «Омега»
- «Даймон»
- «Капитан Филибер»
- «Нуар»

### Психологическая фантастика
- «Рубеж» (в соавторстве с М. и С. Дяченко и Г. Л. Олди) — I место в номинации «Крупная форма» на фестивале «Звёздный мост» (2000).
- «Тирмен» (в соавторстве с Г. Л. Олди)
- «Золотая богиня»
- «Созвездие Пса»

## Награды и премии
- Фанкон, 1997 // Дебют Украины —> Око силы: Первая трилогия (1920—1921 годы)
- Аэлита, 1997 // Премия «Старт» —> Око силы: Первая трилогия (1920—1921 годы)
- Мраморный фавн, 2000 // Критика, литературоведение —> Кто в гетто живёт? (Писатели-фантасты в джунглях современной словесности) (2000)
- Звёздный мост, 2000 // Лучший роман. 1 место —> Рубеж (1999)
- Звёздный мост, 2002 // Критика, публицистика и литературоведение. 3 место —> Кто в гетто живёт? (Писатели-фантасты в джунглях современной словесности) (2000)
- Мраморный фавн, 2002 // Критика, литературоведение —> А за что нас любить? (Отчетный доклад к некруглому юбилею) (2002)
- Зиланткон, 2002 // Большой Зилант —> Дезертир (1997)
- РосКон, 2003 // Фантастиковедение. 1 место («Золотой РОСКОН») —> Фэндом, фэны, фэньё (2002)
- Звёздный мост, 2004 // Критика, публицистика и литературоведение. 1 место —> Наконец-то литература! (2004)
- Звёздный мост, 2005 // Лучший цикл, сериал и роман с продолжением. 1 место («Золотой Кадуцей») —> Пентакль (2005)
- РосКон, 2005 // Фантастиковедение. 2 место («Серебряный РОСКОН») —> Наконец-то литература! (2004)
- РосКон, 2006 // Роман. 2 место («Серебряный РОСКОН») —> Пентакль (2005)
- Басткон, 2006 // Премия «Баст». 2 место —> Пентакль (2005)
- «Итоги года» от журнала «Мир фантастики», Итоги 2005 // Книги — Лучшая отечественная мистика, триллер, городское фэнтези —> Пентакль (2005)
- Мраморный фавн, 2005 // Повесть. («Ад»: главы из романа) —> Омега (2005)
- Мраморный фавн, 2006 // Эссе —> Ещё раз повторюсь (избранные места из переписки с друзьями) (2006)
- Басткон, 2007 // Премия «Баст». 1 место. (дилогия) —> Спартак
- Портал, 2009 // Критика, литературоведение, эссе (статьи) —> Реванш, погром, капут (2008)
- Басткон, 2009 // «Карамзинский крест» —> Капитан Филибер (2007)
- «Итоги года» от журнала «Мир фантастики», Итоги 2009 // Книги — Сюрприз года —> Алюмен (2009)
- Басткон, 2010 // Премия «Баст». 2-е место —> Алюмен (2009)
- РосКон, 2010 // Роман. 3 место («Бронзовый РОСКОН») —> Алюмен (2009)
- Серебряная стрела, 2010 // Со-творение (лучшее соавторство) —> Алюмен (2009)
- Бронзовый Икар, 2010 // Лучшее художественное произведение (трилогия) —> Алюмен (2009)
- Дни Фантастики в Киеве, 2010 // Роман —> Механизм Жизни (2009)
- Еврокон / EuroCon (ESFS Awards), 2013 // Зал славы. Лучший писатель (Украина)
- «Итоги года» от журнала «Мир фантастики», Итоги 2013 // Книги — Лучшая отечественная фантастика —> Крепость души моей (2013)

### Комментарии
1. ↑  Новое название Харьковского государственного университета.